# Chasse au cerf
La chasse au cerf est le fait de chasser le cerf et notamment le cerf élaphe en Europe.

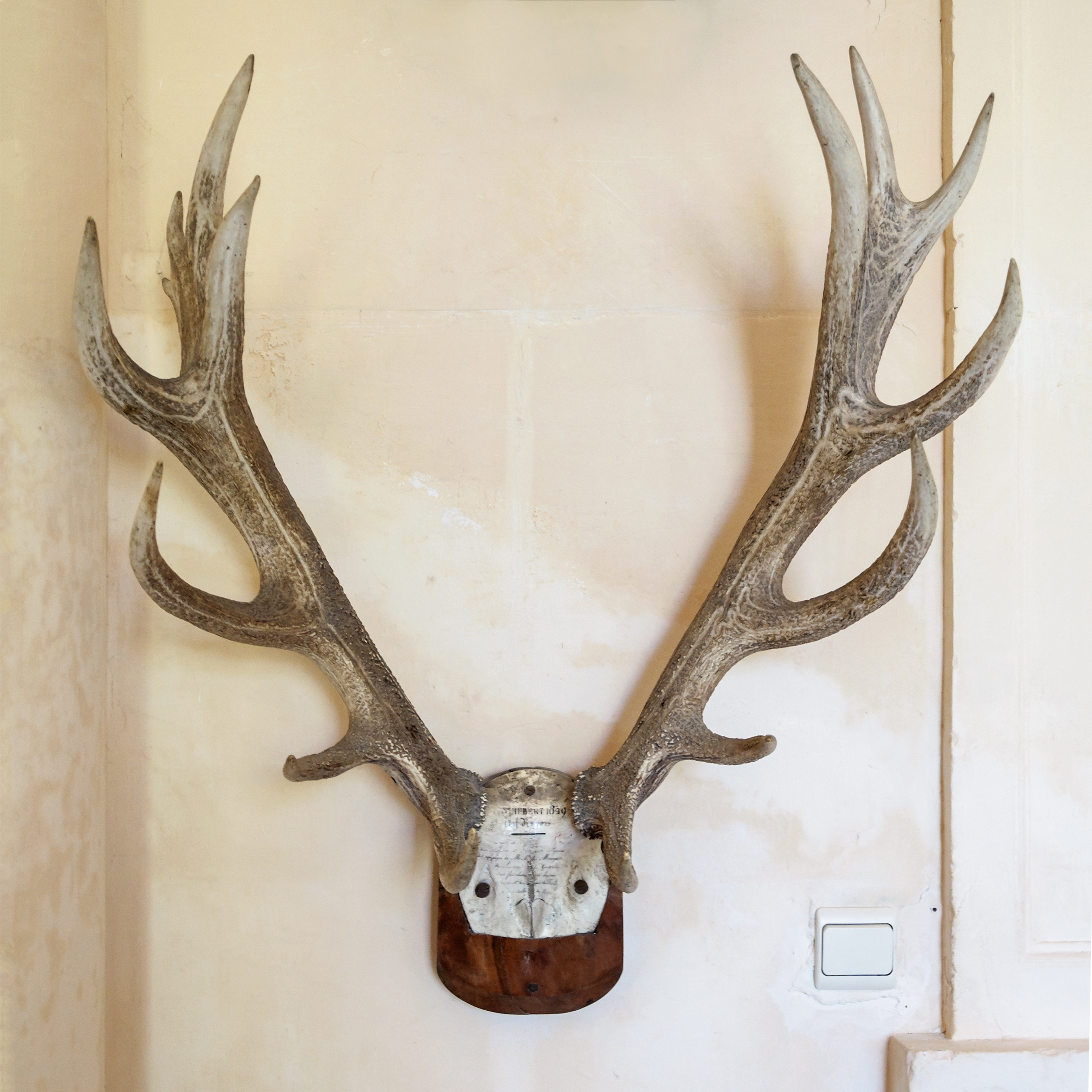
Trophée d'un cerf quatorze cors (château de Tanlay, dans l'Yonne).

Les bois des cervidés forment un trophée (terme cynégétique employé aussi bien pour la parure sur l'animal vivant, que dans le sens plus connu de trophée de chasse).

## La chasse au cerf dans l'art
La Chasse au cerf est une peinture à l'huile sur toile du peintre flamand Paul Bril. L'œuvre a probablement été réalisée dans les années 1590.

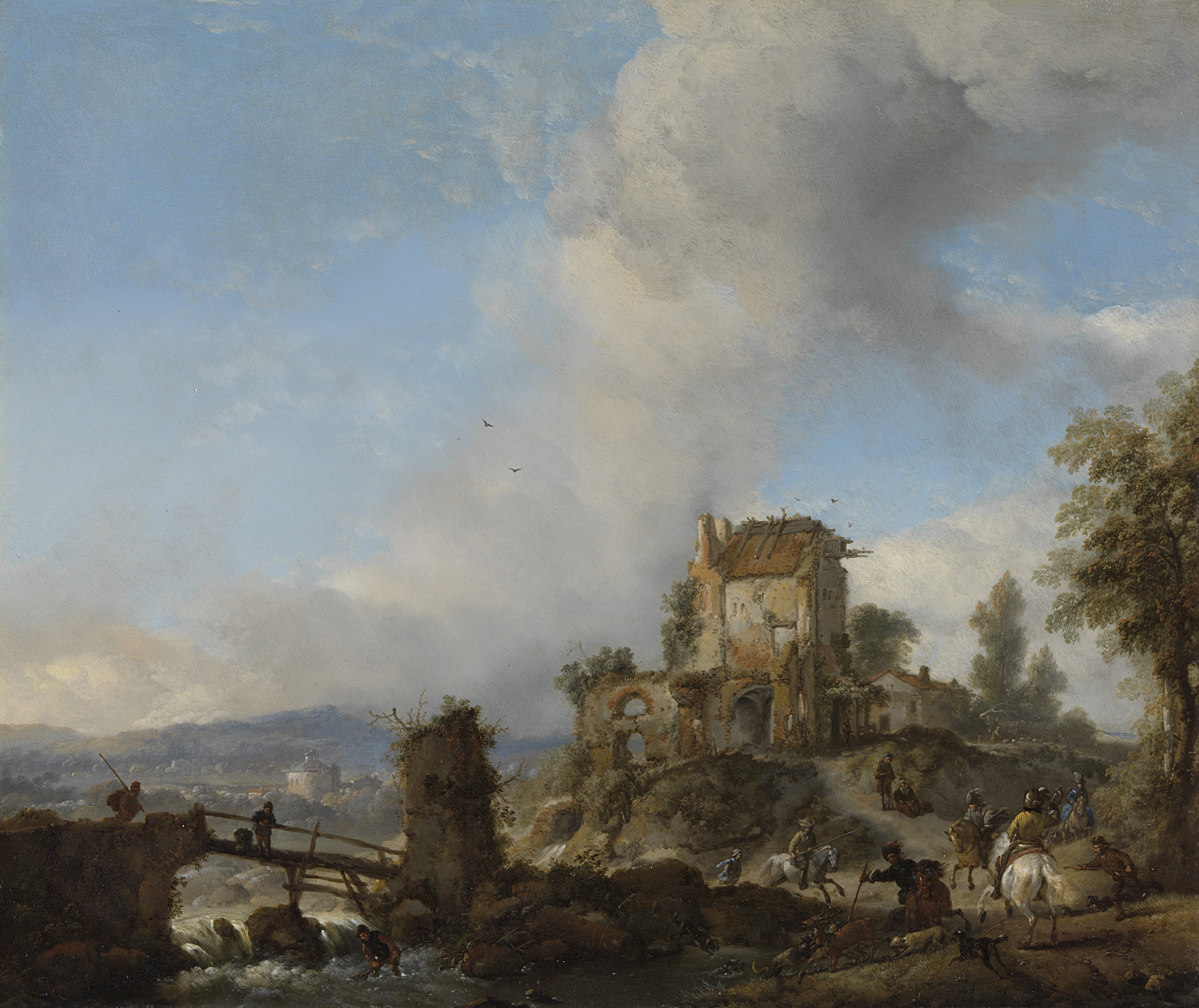
Chasse au cerf, tableau montrant les ruines de l'Abbaye de Rijnsburg peint par Philips Wouwerman vers 1650 - 1668.

## Galerie

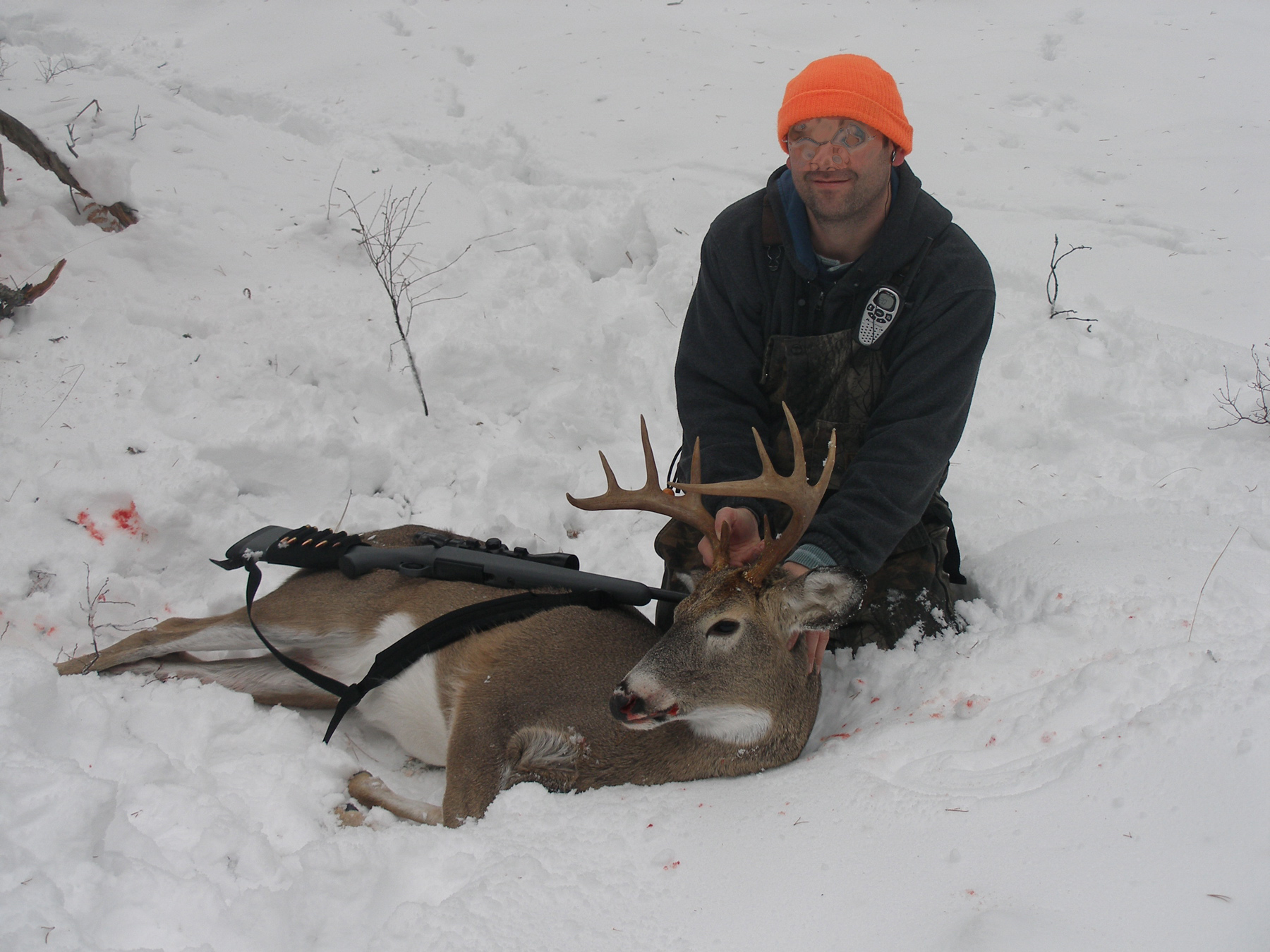
Un chasseur avec un cerf de Virginie.
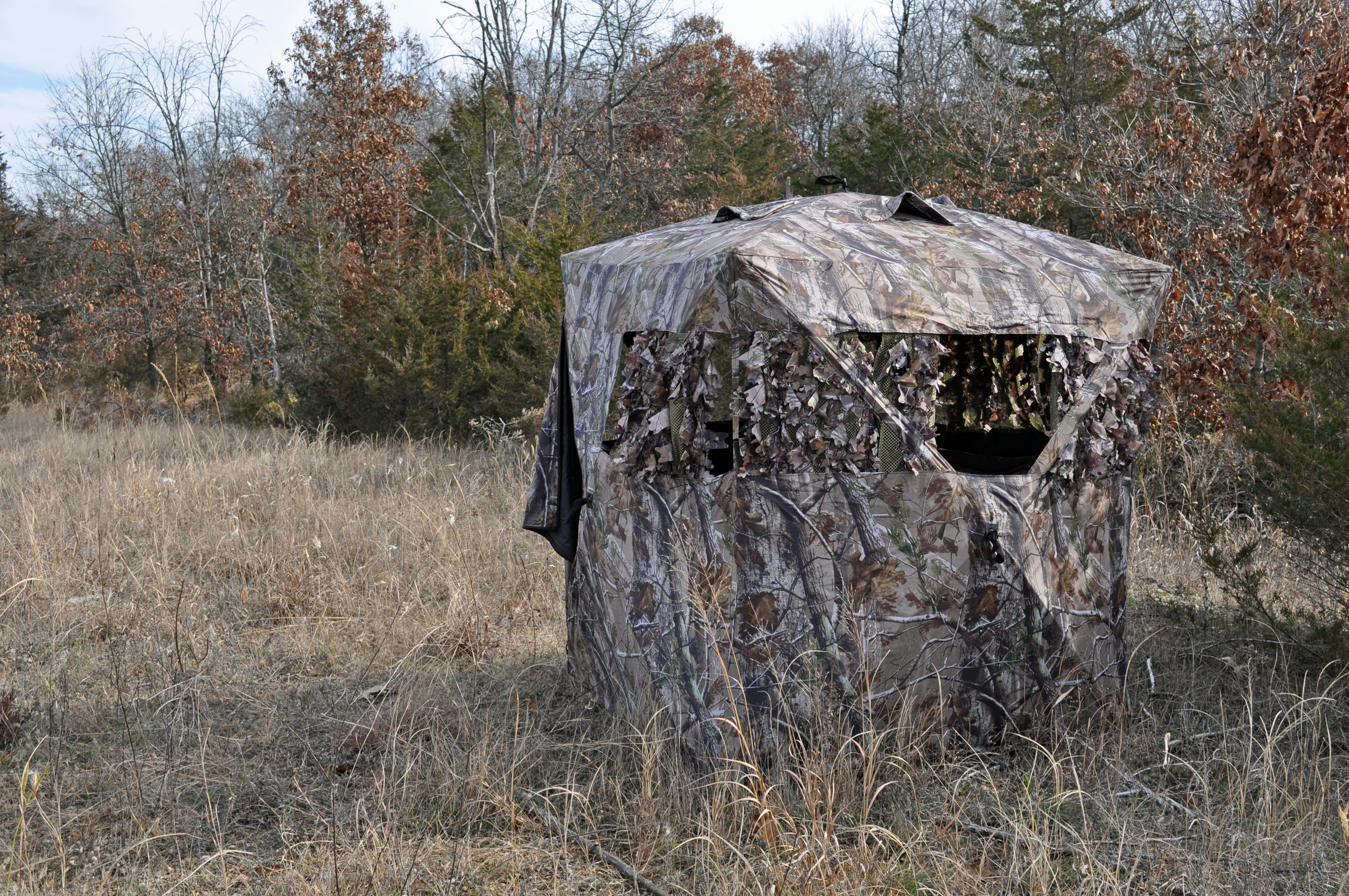
Abri pour la chasse au cerf.
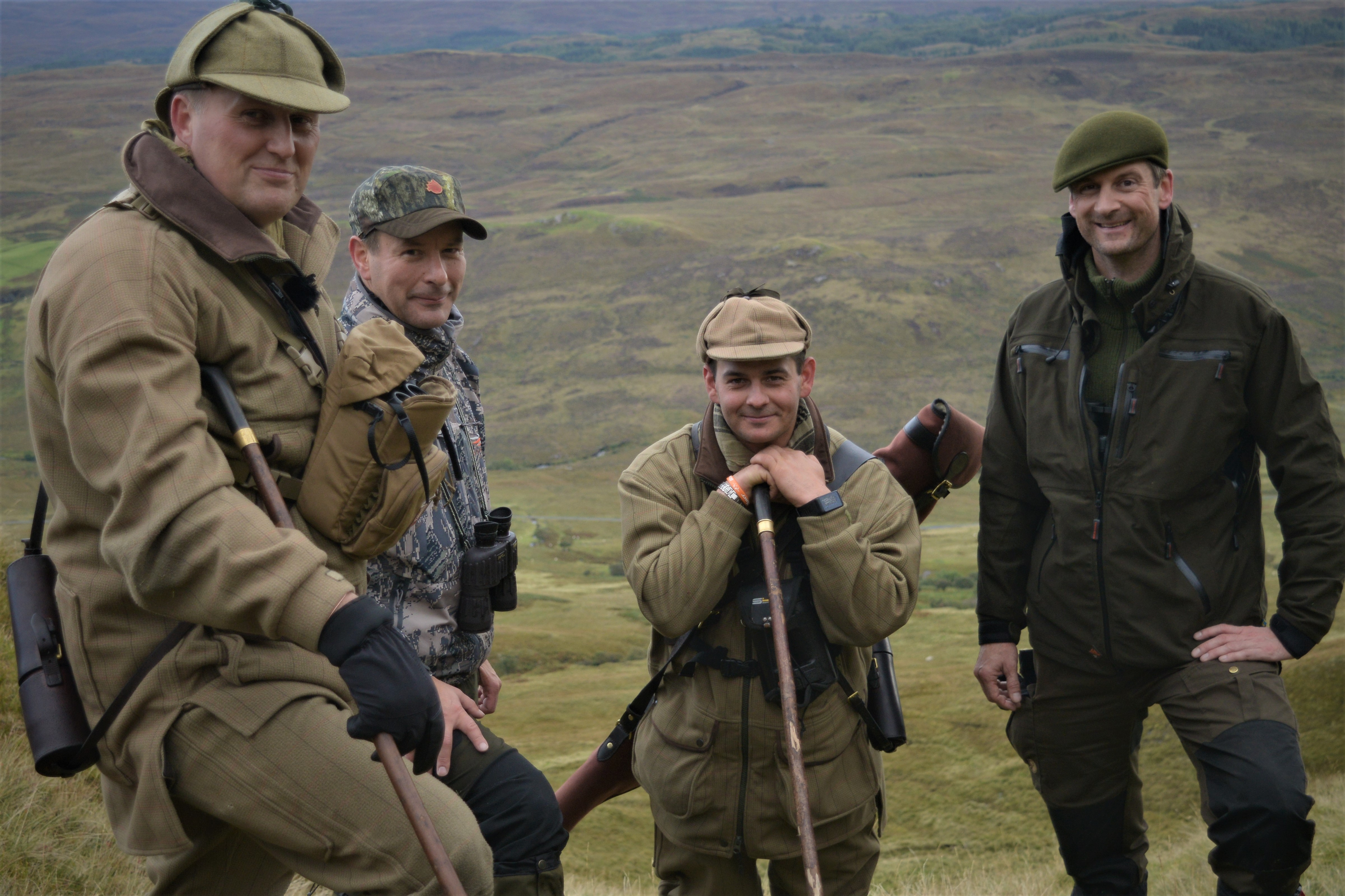
Chasseurs de cerf en Écosse.